# Breighton
Breighton – wieś w Anglii, w hrabstwie East Riding of Yorkshire. Leży 40 km na zachód od miasta Hull i 260 km na północ od Londynu.